# Wskaźnik długości palców 2D:4D

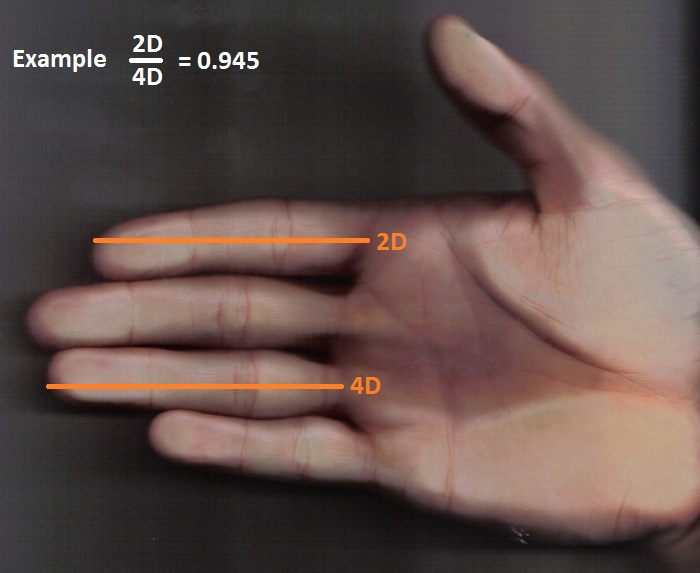

Wskaźnik długości palców 2D:4D (ang. 2D:4D digit ratio) – stosunek długości palca drugiego (wskazującego) do palca czwartego (serdecznego). Uznawany jest za biomarker równowagi między prenatalnym testosteronem a prenatalnymi estrogenami we wczesnym okresie płodowym. Jest cechą antropometryczną i może też obrazować niestabilność rozwojową.

## Dymorfizm płciowy
Wskaźnik wykazuje dymorfizm płciowy – u mężczyzn jest on zazwyczaj niższy (dłuższy palec serdeczny w stosunku do wskazującego) niż u kobiet. Różnice między płciami zaobserwowano u ludzi różnych ras, narodowości i grup etnicznych oraz u innych ssaków m.in. szympansów zwyczajnych, bonobo, myszy i szczurów, a także u ptaków. Dymorfizm płciowy dotyczący długości palców jest znany antropologom i anatomom od II połowy XIX wieku, ale dopiero od końca XX wieku stał się on przedmiotem znaczących zainteresowań badaczy. 
Różnica płciowa jest większa u prawej niż u lewej dłoni. Prenatalny poziom testosteronu, który oddziałuje na płody, jest wyższy w przypadku płodów męskich niż żeńskich. Zasugerowano, że niski wskaźnik oznacza wysoki poziom prenatalnego testosteronu i niski poziom prenatalnych estrogenów, a wysoki wskaźnik oznacza niski poziom prenatalnego testosteronu i wysoki poziom prenatalnych estrogenów.
Dymorfizm płciowy wskaźnika 2D:4D zaobserwowano już u płodów pod koniec pierwszego trymestru ciąży. Badania naukowe wskazują, że wartość wskaźnika ustala się w wąskim oknie rozwojowym we wczesnym okresie płodowym (prawdopodobnie w 14. tygodniu ciąży) i nie zmienia się znacząco wraz z wiekiem.

## Różnice międzypopulacyjne
Wartość wskaźnika długości palców różni się między populacjami. U Chińczyków jest ona wyższa niż u czarnej populacji, ale niższa niż u białej populacji.
Między państwami występują różnice dotyczące wielkości dymorfizmu płciowego wskaźnika. Kraje o najmniejszych różnicach między kobietami a mężczyznami cechują się najniższymi poziomami nierówności płciowych.

## Korelacje
Wykazano, że wskaźnik długości palców 2D:4D koreluje z różnymi cechami behawioralnymi i morfologicznymi.

### Niższa wartość wskaźnika
Niższą wartość wskaźnika 2D:4D powiązano z:
- wrodzonym przerostem nadnerczy – schorzeniem, w którym dochodzi do ekspozycji płodu na podwyższony poziom androgenów w okresie prenatalnym[1][5][10],
- zaburzeniami ze spektrum autyzmu[10][14][15],
- orientacją homoseksualną u kobiet[16],
- sprawnością sportową[17][18],
- fizyczną agresją w sporcie[1][2],
- zespołem nadpobudliwości psychoruchowej z deficytem uwagi[10][13],
- sukcesem finansowym[1][10],
- preferencją do boksu i judo u kobiet[2],
- zachowaniem agresywnym, przemocowym lub przestępczym (bardzo słaba zależność)[19][20][21],
- wyższym wskaźnikiem talia-biodra u kobiet[17],
- sukcesem reprodukcyjnym u mężczyzn[22],
- leworęcznością[17],
- zdolnościami muzycznymi u mężczyzn[17][23],
- ryzykiem raka prostaty i guza mózgu[24],
- psychotyzmem[17],
- uzależnieniem od narkotyków i komputera[25],
- ryzykiem choroby zwyrodnieniowej stawów[8].

### Wyższa wartość wskaźnika
Wyższą wartość wskaźnika powiązano z:
- zespołem Klinefeltera – przypadłością cechującą się występowaniem u mężczyzn kariotypu 47,XXY, która związana jest z niską prenatalną ekspozycją na męskie hormony płciowe i obniżonym ich wydzielaniem przez całe późniejsze życie[1][5],
- zespołem niewrażliwości na androgeny – zaburzeniem charakteryzującym się częściowym lub całkowitym brakiem wrażliwości komórek na androgeny u osób z chromosomami XY[1][5][10],
- zaburzeniami odżywiania[10],
- sukcesem reprodukcyjnym u kobiet[22],
- ryzykiem raka piersi i dysplazji szyjki macicy[17][24],
- schizofrenią[13],
- neurotyzmem[17],
- ryzykiem zawału serca i choroby niedokrwiennej serca[8][17].

### Niestabilność rozwojowa
Istnieje bardzo niewiele dowodów wskazujących na związek między fluktuacyjną asymetrią (miernikiem niestabilności rozwojowej) a wskaźnikiem długości palców (markerem ekspozycji płodu na hormony płciowe). Zbyt mało danych nie pozwala na wyciąganie daleko idących wniosków na temat zależności między niestabilnością rozwojową a wskaźnikiem.

### Transpłciowość
Metaanaliza wykazała, że u transkobiet występuje wyższa (kobieca) wartość wskaźnika długości palców u prawej dłoni, a identyczny efekt u lewej dłoni jest nieistotny statystycznie. Natomiast u transmężczyzn nie wykazała występowania niższej (męskiej) wartości wskaźnika ani u prawej, ani u lewej dłoni. Zależność między wskaźnikiem 2D:4D a transseksualizmem okazała się w najlepszym razie niewielka. Dane są niewystarczające, by potwierdzić płciową asymetryczność zjawiska (występowanie sfeminizowanego wskaźnika u transkobiet i brak jego zmaskulinizowania u transmężczyzn).

## Brak korelacji
Metaanalizy nie wykazały korelacji między wskaźnikiem 2D:4D a:
- poziomami testosteronu i estrogenów w życiu dorosłym[1][27],
- wyobraźnią przestrzenną[28],
- orientacją seksualną u mężczyzn[16],
- empatią[14][15],
- poszukiwaniem doznań[29],
- systematyzowaniem[14][15],
- męskością/kobiecością w obrębie tej samej płci[30],
- atrakcyjnością twarzy u mężczyzn[31],
- ryzykiem raka jamy ustnej, jądra i żołądka[24],
- liczbą powtórzeń CAG i GGC w genie AR kodującym receptor androgenowy[1][27][32].